# 季什基湖
55°29′43″N 61°40′14″E / 55.49528°N 61.67056°E
季什基湖（俄语：Тишки），是俄羅斯的湖泊，位於該國西南部，由車里雅賓斯克州負責管轄，處於庫納沙克區，面積25.5平方公里，海拔高度181米。